# 2009年の映画
2009年の映画（2009ねんのえいが）では、2009年（平成21年）の映画分野の動向についてまとめる。
2008年の映画 - 2009年の映画 - 2010年の映画

## できごと
- 1月13日 - 第66回ゴールデングローブ賞が行われ、『スラムドッグ$ミリオネア』が作品賞を受賞。
- 1月15日-25日 - 27回サンダンス映画祭が開催され、『プレシャス』が作品賞・観客賞を受賞。
- 1月22日 - 第81回アカデミー賞のノミネーションが発表。『ベンジャミン・バトン 数奇な人生』が13部門のノミネート。
- 2月5日-15日 - 第59回ベルリン国際映画祭が開催。ペルー映画『La teta asustada』（The Milk of Sorrow)が金熊賞を受賞。
- 2月8日 - 第62回英国アカデミー賞受賞作品が発表された。最優秀賞は『スラムドッグ$ミリオネア』。
- 2月22日 - 第81回アカデミー賞授賞式が行われ、『スラムドッグ$ミリオネア』が作品賞、監督賞など8部門を受賞。また。日本映画『おくりびと』が外国語映画賞を、『つみきのいえ』短編アニメ映画賞が受賞した。
- 4月7日 - アトムの誕生日にあたるこの日、ハリウッド版『鉄腕アトム』となる『ATOM』の写真が初公開された。
- 4月29日 - 映画監督、俳優のクリント・イーストウッドに日本政府より旭日中綬章が贈られることが決まる。
- 5月13日-24日 - 第62回カンヌ国際映画祭が開催され、河瀬直美監督が功労章を受章。
- 6月20日 - 109シネマズ川崎・菖蒲・箕面の3館で日本初となるIMAXデジタルシアターが開館し、『トランスフォーマー/リベンジ』の上映がはじまる。

## 日本の映画興行
- 入場料金（大人） 
  - 1,800円 - 一般入場料金は18年間据え置かれている[1]。
  - 1,800円（統計局『小売物価統計調査（動向編） 調査結果』[2] 銘柄符号 9341「映画観覧料」）[3]
- 入場者数 1億6930万人[4]
- 興行収入 2060億3500万円[4]

| 配給会社                         | 番組数 | 年間興行収入  | 前年対比 | 備考                              |
| -------------------------------- | ------ | ------------- | -------- | --------------------------------- |
| 松竹                             | 18     | 157億3149万円 | 098.2%   |                                   |
| 東宝                             | 33     | 654億9331万円 | 088.6%   | 東宝歴代2位の年間興行収入         |
| 東映                             | 21     | 179億8025万円 | 150.1%   | 『劒岳 点の記』が大きく貢献した。 |
| ＊年間興行収入は万円未満四捨五入 |        |               |          |                                   |

出典:「2009年 日本映画・外国映画 業界総決算 経営/製作/配給/興行のすべて」『キネマ旬報』2010年（平成22年）2月下旬号、キネマ旬報社、2010年、172 - 174頁。

## 各国ランキング

### 日本興行収入ランキング
| 順位 | 題名                                                                 | 製作国                                                                                      | 配給                  | 興行収入 |
| ---- | -------------------------------------------------------------------- | ------------------------------------------------------------------------------------------- | --------------------- | -------- |
| 1    | ROOKIES -卒業-                                                       | 日本の旗                                                                                    | 東宝                  | 85.5億円 |
| 2    | ハリー・ポッターと謎のプリンス                                       | アメリカ合衆国の旗 · イギリスの旗                                                           | ワーナー・ブラザース  | 80.0億円 |
| 3    | レッドクリフ Part II -未来への最終決戦-                              | 中華人民共和国の旗 · 香港の旗 · 日本の旗 · 大韓民国の旗 · 中華民国の旗 · アメリカ合衆国の旗 | 東宝東和/エイベックス | 55.5億円 |
| 4    | マイケル・ジャクソン THIS IS IT                                      | アメリカ合衆国の旗                                                                          | ソニー                | 52.0億円 |
| 5    | 劇場版ポケットモンスター ダイヤモンド&パール アルセウス 超克の時空へ | 日本の旗                                                                                    | 東宝                  | 46.7億円 |
| 6    | 20世紀少年 最終章 ぼくらの旗                                         | 日本の旗                                                                                    | 東宝                  | 44.1億円 |
| 7    | ヱヴァンゲリヲン新劇場版:破                                          | 日本の旗                                                                                    | クロックワークス      | 40.0億円 |
| 7    | ウォーリー                                                           | アメリカ合衆国の旗                                                                          | ディズニー            | 40.0億円 |
| 9    | 2012                                                                 | アメリカ合衆国の旗 · カナダの旗                                                             | ソニー                | 38.0億円 |
| 10   | アマルフィ 女神の報酬                                                | 日本の旗                                                                                    | 東宝                  | 36.5億円 |

出典:2009年興行収入10億円以上番組 (PDF)  - 日本映画製作者連盟

### 全世界興行収入ランキング
| 順位 | 題名                                             | スタジオ                    | 興行収入       |
| ---- | ------------------------------------------------ | --------------------------- | -------------- |
| 1    | アバター                                         | 20世紀FOX                   | $2,777,461,400 |
| 2    | ハリー・ポッターと謎のプリンス                   | ワーナー・ブラザース        | $933,959,197   |
| 3    | アイス・エイジ3/ティラノのおとしもの             | 20世紀FOX                   | $886,686,817   |
| 4    | トランスフォーマー: リベンジ                     | パラマウント映画            | $836,297,228   |
| 5    | 2012                                             | SPE/コロンビア ピクチャーズ | $769,679,473   |
| 6    | カールじいさんの空飛ぶ家                         | ディズニー/ピクサー         | $731,342,744   |
| 7    | ニュームーン/トワイライト・サーガ                | Sum.                        | $709,827,462   |
| 8    | シャーロック・ホームズ                           | ワーナー・ブラザース        | $523,029,864   |
| 9    | 天使と悪魔                                       | SPE/コロンビア映画          | $485,930,816   |
| 10   | ハングオーバー! 消えた花ムコと史上最悪の二日酔い | ワーナー・ブラザース        | $467,483,912   |

出典:“2009 Worldwide Box Office Results”.  Box Office Mojo. 2015年12月27日閲覧。

### 北米興行収入ランキング
| 順位 | 題名                                             | スタジオ             | 興行収入     |
| ---- | ------------------------------------------------ | -------------------- | ------------ |
| 1    | アバター                                         | 20世紀FOX            | $749,766,139 |
| 2    | トランスフォーマー: リベンジ                     | パラマウント映画     | $402,111,870 |
| 3    | ハリー・ポッターと謎のプリンス                   | ワーナー・ブラザース | $301,959,197 |
| 4    | ニュームーン/トワイライト・サーガ                | Sum.                 | $296,623,634 |
| 5    | カールじいさんの空飛ぶ家                         | ディズニー/ピクサー  | $293,004,164 |
| 6    | ハングオーバー! 消えた花ムコと史上最悪の二日酔い | ワーナー・ブラザース | $277,322,503 |
| 7    | スター・トレック                                 | パラマウント映画     | $257,730,019 |
| 8    | しあわせの隠れ場所                               | ワーナー・ブラザース | $255,959,475 |
| 9    | アルビン2 シマリス3兄弟 vs. 3姉妹                | 20世紀FOX            | $219,614,612 |
| 10   | シャーロック・ホームズ                           | ワーナー・ブラザース | $209,028,679 |

出典:“2009 Domestic Yearly Box Office Results”.  Box Office Mojo. 2015年12月27日閲覧。

### イギリス興行収入ランキング
1. アバター
2. ハリー・ポッターと謎のプリンス
3. アイス・エイジ3/ティラノのおとしもの
4. カールじいさんの空飛ぶ家
5. スラムドッグ$ミリオネア
6. トランスフォーマー: リベンジ
7. ニュームーン/トワイライト・サーガ
8. シャーロック・ホームズ
9. ハングオーバー! 消えた花ムコと史上最悪の二日酔い
10. アルビン2 シマリス3兄弟 vs. 3姉妹

出典:“2009 United Kingdom Yearly Box Office Results”.  Box Office Mojo. 2016年1月1日閲覧。

### オーストラリア興行収入ランキング
1. アバター
2. ニュームーン/トワイライト・サーガ
3. ハリー・ポッターと謎のプリンス
4. トランスフォーマー: リベンジ
5. カールじいさんの空飛ぶ家
6. アイス・エイジ3/ティラノのおとしもの
7. シャーロック・ホームズ
8. アルビン2 シマリス3兄弟 vs. 3姉妹
9. 2012
10. ハングオーバー! 消えた花ムコと史上最悪の二日酔い

出典:“2009 Australia Yearly Box Office Results”.  Box Office Mojo. 2016年1月1日閲覧。

## 受賞
- 第82回アカデミー賞
  - 作品賞 - 『ハート・ロッカー』
  - 監督賞 -  キャスリン・ビグロー（『ハート・ロッカー』）
  - 主演男優賞 - ジェフ・ブリッジス（『クレイジー・ハート』）
  - 主演女優賞 - サンドラ・ブロック（『しあわせの隠れ場所』）
  - 助演男優賞 - クリストフ・ヴァルツ（『イングロリアス・バスターズ』）
  - 助演女優賞 - モニーク (『プレシャス』）

- 第67回ゴールデングローブ賞
  - 作品賞 (ドラマ部門) - 『アバター』
  - 主演女優賞 (ドラマ部門) - サンドラ・ブロック (『しあわせの隠れ場所』）
  - 主演男優賞 (ドラマ部門) - ジェフ・ブリッジス (『クレイジー・ハート』）
  - 作品賞 (ミュージカル・コメディ部門) - 『ハングオーバー! 消えた花ムコと史上最悪の二日酔い』
  - 主演女優賞 (ミュージカル・コメディ部門) - メリル・ストリープ（『ジュリー&ジュリア』）
  - 主演男優賞 (ミュージカル・コメディ部門) - ロバート・ダウニー・Jr（『シャーロック・ホームズ』）
  - 外国語映画賞 - 『白いリボン』
  - 監督賞 - ジェームズ・キャメロン（『アバター』）

- 第75回ニューヨーク映画批評家協会賞
  - 作品賞 - 『ハート・ロッカー』

- 第66回ヴェネツィア国際映画祭
  - 金獅子賞 - 『レバノン』 (サミュエル・マオズ）
  - 銀獅子賞（監督賞）：シリン・ネシャット(『Women Without Men』）
  - 男優賞：コリン・ファース（『シングルマン』）
  - 女優賞：クセニア・ラポポート（『La Doppia Ora』）

- 第62回カンヌ国際映画祭
  - パルム・ドール：『白いリボン』：ミヒャエル・ハネケ
  - グランプリ:『Un prophète』：ジャック・オーディアール
  - 審査員賞：『Fish Tank』：アンドレア・アーノルド、『渇き』：パク・チャヌク
  - 審査員特別賞：アラン・レネ
  - 男優賞：クリストフ・ヴァルツ 『イングロリアス・バスターズ』
  - 女優賞：シャルロット・ゲンズブール 『アンチクライスト』
  - 監督賞：ブリラント・メンドーザ 『Kinatay』
  - 脚本賞：メイ・フェン 『Spring Fever』

- 第59回ベルリン国際映画祭
  - 金熊賞 - 『悲しみのミルク』（クラウディア・リョサ）
  - 銀熊賞（審査員グランプリ）：『Alle Anderen』（マレン・アデ）、『Gigante』（アドリアン・ビニーツ）
  - 銀熊賞（監督賞）：アスガル・ファルハーディー（『彼女が消えた浜辺』）
  - 銀熊賞（男優賞）：ソティギ・クヤテ（『London River』）
  - 銀熊賞（女優賞）：ビルギット・ミニヒマイアー（『Alle Anderen』）

- 第33回日本アカデミー賞
  - 最優秀作品賞 - 『沈まぬ太陽』
  - 最優秀監督賞 - 木村大作（『劒岳 点の記』）
  - 最優秀主演男優賞 - 渡辺謙（『沈まぬ太陽』）
  - 最優秀主演女優賞 - 松たか子（『ヴィヨンの妻 〜桜桃とタンポポ〜』）

- 第52回ブルーリボン賞
  - 作品賞 - 『劔岳 点の記』
  - 主演男優賞 - 笑福亭鶴瓶（『ディア・ドクター』）
  - 主演女優賞 - 綾瀬はるか（『おっぱいバレー』）
  - 監督賞 - 木村大作（『劒岳 点の記』）

- 第83回キネマ旬報ベスト・テン
  - 外国映画第1位 - 『グラン・トリノ』
  - 日本映画第1位 -  『ディア・ドクター』

- 第64回毎日映画コンクール
  - 日本映画大賞 - 『沈まぬ太陽』

## 死去
| 日付 | 日付 | 名前                       | 国籍               | 年齢 | 職業                                                   |
| 1月  | 1日  | エドマンド・パードム       | イギリスの旗       | 84   | 俳優                                                   |
| 1月  | 2日  | 市川治                     | 日本の旗           | 72   | 声優                                                   |
| 1月  | 3日  | パット・ヒングル           | アメリカ合衆国の旗 | 84   | 俳優                                                   |
| 1月  | 8日  | ドン・ギャロウェイ         | アメリカ合衆国の旗 | 71   | 俳優                                                   |
| 1月  | 12日 | クロード・ベリ             | フランスの旗       | 74   | 映画監督・プロデューサー・脚本家                       |
| 1月  | 13日 | パトリック・マクグーハン   | アイルランドの旗   | 80   | 俳優・脚本家                                           |
| 1月  | 14日 | リカルド・モンタルバン     | メキシコの旗       | 88   | 俳優・監督                                             |
| 1月  | 17日 | スザンナ・フォスター       | アメリカ合衆国の旗 | 87   | 女優・歌手                                             |
| 1月  | 18日 | キャスリーン・バイロン     | イギリスの旗       | 88   | 女優                                                   |
| 1月  | 19日 | ボブ・ブロートン           | アメリカ合衆国の旗 | 91   | 撮影監督                                               |
| 1月  | 21日 | チャールズ・H・シニア      | アメリカ合衆国の旗 | 88   | プロデューサー                                         |
| 1月  | 28日 | 青山孝史                   | 日本の旗           | 57   | 歌手・俳優                                             |
| 1月  | 29日 | フランソワ・ヴィリエ       | フランスの旗       | 88   | 映画監督・脚本家                                       |
| 2月  | 3日  | 泡坂妻夫                   | 日本の旗           | 75   | 推理作家                                               |
| 2月  | 5日  | 渥美国泰                   | 日本の旗           | 76   | 俳優                                                   |
| 2月  | 6日  | ジェームズ・ホイットモア   | アメリカ合衆国の旗 | 87   | 俳優                                                   |
| 2月  | 6日  | フィリップ・キャリー       | アメリカ合衆国の旗 | 83   | 俳優                                                   |
| 2月  | 22日 | ハワード・ジーフ           | アメリカ合衆国の旗 | 81   | 映画監督                                               |
| 2月  | 26日 | 佐竹明夫                   | 日本の旗           | 83   | 俳優                                                   |
| 3月  | 4日  | ホートン・フート           | アメリカ合衆国の旗 | 92   | 脚本家                                                 |
| 3月  | 15日 | ロン・シルヴァー           | アメリカ合衆国の旗 | 62   | 俳優・監督                                             |
| 3月  | 18日 | ナターシャ・リチャードソン | イギリスの旗       | 45   | 女優                                                   |
| 3月  | 29日 | モーリス・ジャール         | フランスの旗       | 84   | 作曲家                                                 |
| 3月  | 30日 | 大木実                     | 日本の旗           | 85   | 俳優                                                   |
| 3月  | 31日 | 金田龍之介                 | 日本の旗           | 80   | 俳優                                                   |
| 4月  | 1日  | ミゲル・アンヘル・スアレス | アルゼンチンの旗   | 69   | 俳優                                                   |
| 4月  | 12日 | 田中文雄                   | 日本の旗           | 67   | 小説家・元映画プロデューサー                           |
| 4月  | 20日 | 清水由貴子                 | 日本の旗           | 49   | 歌手・女優・タレント                                   |
| 4月  | 22日 | ケン・アナキン             | イギリスの旗       | 94   | 映画監督                                               |
| 4月  | 22日 | ジャック・カーディフ       | イギリスの旗       | 94   | 撮影監督                                               |
| 4月  | 23日 | 中丸忠雄                   | 日本の旗           | 76   | 俳優                                                   |
| 4月  | 25日 | ベアトリス・アーサー       | アメリカ合衆国の旗 | 86   | 女優                                                   |
| 5月  | 4日  | ドム・デルイーズ           | アメリカ合衆国の旗 | 75   | 俳優                                                   |
| 5月  | 11日 | 三木たかし                 | 日本の旗           | 64   | 作曲家                                                 |
| 5月  | 14日 | 堀江史朗                   | 日本の旗           | 95   | 脚本家、映画プロデューサー、元・博報堂代表取締役副社長 |
| 5月  | 17日 | 頼近美津子                 | 日本の旗           | 53   | 元・NHKアナウンサー                                    |
| 5月  | 18日 | ウェイン・オルウィン       | アメリカ合衆国の旗 | 62   | 声優                                                   |
| 5月  | 20日 | ルーシー・ゴードン         | イギリスの旗       | 28   | 女優                                                   |
| 5月  | 26日 | 栗本薫                     | 日本の旗           | 56   | 小説家                                                 |
| 6月  | 3日  | デビッド・キャラダイン     | アメリカ合衆国の旗 | 72   | 俳優                                                   |
| 6月  | 3日  | シー・キエン               | 中華人民共和国の旗 | 96   | 俳優                                                   |
| 6月  | 23日 | エド・マクマホン           | アメリカ合衆国の旗 | 86   | 俳優                                                   |
| 6月  | 25日 | ファラ・フォーセット       | アメリカ合衆国の旗 | 62   | 女優                                                   |
| 6月  | 25日 | マイケル・ジャクソン       | アメリカ合衆国の旗 | 51   | 俳優・歌手                                             |
| 7月  | 1日  | カール・マルデン           | アメリカ合衆国の旗 | 97   | 俳優                                                   |
| 7月  | 4日  | ブレンダ・ジョイス         | アメリカ合衆国の旗 | 92   | 女優                                                   |
| 7月  | 10日 | ゼナ・マーシャル           | イギリスの旗       | 82   | 女優                                                   |
| 7月  | 21日 | 金田伊功                   | 日本の旗           | 57   | アニメーター                                           |
| 7月  | 26日 | 山田辰夫                   | 日本の旗           | 53   | 俳優                                                   |
| 8月  | 3日  | 大原麗子                   | 日本の旗           | 62   | 女優                                                   |
| 8月  | 5日  | バッド・シュールバーグ     | アメリカ合衆国の旗 | 95   | 脚本家、プロデューサー                                 |
| 8月  | 6日  | ジョン・ヒューズ           | アメリカ合衆国の旗 | 59   | 映画監督                                               |
| 8月  | 12日 | 山城新伍                   | 日本の旗           | 70   | 俳優                                                   |
| 8月  | 15日 | 松林宗惠                   | 日本の旗           | 89   | 映画監督                                               |
| 9月  | 日   | ラリー・ギルバート         | アメリカ合衆国の旗 | 81   | 脚本家                                                 |
| 9月  | 10日 | 田島義文                   | 日本の旗           | 91   | 俳優                                                   |
| 9月  | 11日 | 臼井儀人                   | 日本の旗           | 51   | 漫画家                                                 |
| 9月  | 14日 | パトリック・スウェイジ     | アメリカ合衆国の旗 | 57   | 俳優                                                   |
| 9月  | 14日 | ヘンリー・ギブソン         | アメリカ合衆国の旗 | 73   | 俳優                                                   |
| 9月  | 21日 | ロバート・ギンティ         | アメリカ合衆国の旗 | 60   | 俳優                                                   |
| 10月 | 2日  | クリスチャン・ポヴェダ     | フランスの旗       | 53   | 写真家・撮影監督・映画監督                             |
| 10月 | 15日 | 浜田寅彦                   | 日本の旗           | 90   | 俳優                                                   |
| 10月 | 21日 | 南田洋子                   | 日本の旗           | 76   | 女優                                                   |
| 10月 | 24日 | 岩田安生                   | 日本の旗           | 67   | 声優                                                   |
| 10月 | 26日 | 村木与四郎                 | 日本の旗           | 85   | 美術監督                                               |
| 10月 | 27日 | 大久保圭介                 | 日本の旗           | 42   | 劇作家・演出家・俳優                                   |
| 11月 | 10日 | 森繁久彌                   | 日本の旗           | 96   | 俳優                                                   |
| 11月 | 16日 | エドワード・ウッドワード   | イギリスの旗       | 79   | 俳優                                                   |
| 11月 | 20日 | 大木正司                   | 日本の旗           | 73   | 俳優・声優                                             |
| 11月 | 24日 | 石井歓                     | 日本の旗           | 88   | 作曲家                                                 |
| 12月 | 3日  | リチャード・トッド         | アメリカ合衆国の旗 | 90   | 俳優                                                   |
| 12月 | 17日 | ダン・オバノン             | アメリカ合衆国の旗 | 63   | 映画監督、脚本家                                       |
| 12月 | 17日 | ジェニファー・ジョーンズ   | アメリカ合衆国の旗 | 90   | 女優                                                   |
| 12月 | 20日 | ブリタニー・マーフィー     | アメリカ合衆国の旗 | 32   | 女優                                                   |